# Ole Kæseler Andersen
Ole Kæseler Andersen er en dansk professor ved Aalborg Universitet, hvor han forsker i sundhedsteknologi.

## Uddannelse
Ole Kæseler Andersen opnåede kandidatgraden i medikoteknik fra Aalborg Universitet i 1992.  I 1996 modtog han ph.d.-graden i Biomedical Science and Engineering samme sted. Den 1. juni 2007 opnåede Ole Kæseler Andersen doktorgraden baseret på en afhandling om den spinale afværgerefleks. Denne refleks er relevant for forståelse af grundlæggende neurale mekanismer i smertesystemet og kan samtidig direkte anvendes i genoptræningen af gangfunktionen efter et slagtilfælde. 

## Baggrund og videnskabelige bidrag
Som lektor og som professor siden 2008 har Ole Kæseler Andersens forskning været koncentreret om følgende områder: 
- Smertens neurobiologi
- Rehabilliteringsteknologi
- Motorisk kontrol
- Elektrofysiologiske måling fra muskler, nerver og hjerne
- Bio-instrumentering

Denne forskning har blandt andet fundet sted i rammen af Center for Sanse-Motorisk Interaktion (SMI®) på Aalborg Universitet, der har forsket i disse områder i mere end 30 år. Ole Kæseler Andersen er co-director på SMI, og ph.d.-skoleleder for The Doctoral School in Medicine, Biomedical Science and Technology ved det Sundhedsvidenskabelige Fakultet. Personligt har Ole Kæseler Andersen vejledt 20 ph.d.-studerende.
På Aalborg Universitet er Ole Andersen Kæseler prodekan for forskning på Det Sundhedsvidenskabelige Fakultet Universitet samt tilknyttet følgende organisationer ud over SMI: 
- Center for Neuroplasticity and Pain (CNAP) [6]
- Integrative Neuroscience faggruppen under SMI®
- Institut for Medicin og Sundhedsteknologi

Ole Kæseler Andersen har publiceret over 160 videnskabelige artikler og bidraget til mere end 150 bøger og proceedings.Hans citations metrics pr. 10. maj 2017 angiver en Sum of the Times Cited på 2731 og en Average Citations per Article på 19,93. Denne forskning når også ud over det akademiske miljø via blandt andet avisartikler, hvor Ole Kæseler Andersens forskningsresultater er blevet kaldt for ”mirakelbehandlinger”. 
Ole Kæseler Andersen bestrider posten som rådsmedlem af Danmarks Frie Forskningsfond - Teknologi og Produktion (FTP) indtil 31. december 2018. 
Ole Kæseler Andersen er bestyrelsesmedlem i the Scandinavian Association for the Study of Pain (SASP) 2012-2019 (videnskabeligt selskab). 
I det private erhvervsliv har Ole Kæseler Andersen været medstifter af medikovirksomheden Nordic NeuroSTIM, der udviklede produkter til brug ved rehabilitering af gangfunktionen for patienter med skader efter slagtilfælde. 

## Priser og hæderbevisninger
- Dansk Forskningsresultat (2010) fra Videnskab.dk for artiklen ”Elektriske stød får lammede til at gå normalt” [12]
- Medlem af Akademiet for Tekniske Videnskaber (ATV) (2017). [13]